# エルヴィン・クリストッフェル

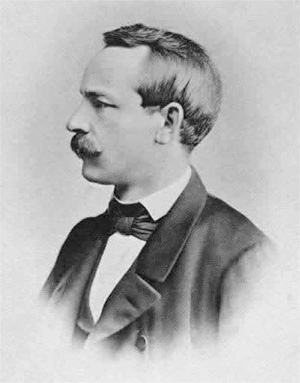
エルウィン・ブルーノ・クリストッフェル

エルウィン・ブルーノ・クリストッフェル（Elwin Bruno Christoffel, 1829年11月10日 - 1900年3月15日）は、ドイツの数学者、物理学者。彼は微分幾何学に基礎的な概念を導入し、後に一般相対性理論の数学的基礎を提供するテンソル計算の開発への道を開いた。

## 生涯
クリストッフェルは、1829年11月10日にプロイセン王国のモンジョワ（Montjoie; 現在のモンシャウ）で、布商人の子供として生まれた。彼ははじめ自宅で語学と数学の教育を受けたあと、ケルンのイエズス会のギムナジウムとフリードリヒ・ヴィルヘルム・ギムナジウムに通った。1850年にはベルリン大学に入学し、特にペーター・グスタフ・ディリクレ（クリストッフェルに強い影響を与えた）から数学を学び、また物理と化学の課程にも参加した。1856年にはベルリン大学で、マルティン・オーム（ゲオルク・オームの弟）、エルンスト・クンマー、ハインリヒ・グスタフ・マグヌスの指導の下、均質な物体中の電気の振る舞いに関する論文で博士号を取得した。
博士号取得後、クリストッフェルはモンジョワに戻り、その後3年間、学界から孤立して過ごした。しかしながら、彼はベルンハルト・リーマン、ディリクレ、そしてオーギュスタン＝ルイ・コーシーの本で数学（特に数理物理学）は学び続けていた。また研究も続けており、微分幾何学に関する2つの論文を発表した。
1859年には、クリストッフェルはベルリンに戻り、教授資格 (habilitation) を取得し、ベルリン大学で員外講師 (Privatdozent) となった。1862年にはリヒャルト・デーデキントがチューリッヒ工科大学を去ったことによって空いたポストを得た。彼は僅か7年前に設立された若い研究機関に新しい数学の協会を組織し、高く評価された。彼はまた研究を発表することを継続し、1868年にはプロイセン科学アカデミーと ミラノのIstituto Lombardoの準会員に選出された。1869年、クリストッフェルは工業専門学校（Gewerbeakademie；現在のベルリン工科大学の一部）の教授としてベルリンに戻り、チューリッヒ工科大学の彼の後任としてはヘルマン・アマンドゥス・シュヴァルツが就いた。しかしながら、極めて近接しているベルリン大学との激しい競争により、工業専門学校は高等数学コースを維持するための十分な学生を引きつけることができず、クリストッフェルは３年後にまたベルリンを離れた。
1872年、クリストッフェルはストラスブール大学で教授となった。ストラスブール大学は、普仏戦争でプロシアがアルザス＝ロレーヌを併合した後、近代的な大学に再編された数世紀に渡る歴史をもつ研究機関である。クリストッフェルは、同僚のテオドール・ライエと共に、ストラトブールで信頼性の高い数学科を作った。彼は研究を発表し続けており、藤沢利喜太郎、Ludwig Maurer、パウル・エプシュタインを含む数人の博士課程学生がいた。クリストッフェルは1894年にストラスブール大学を退職し、後任にはハインリヒ・マルティン・ヴェーバーが就いた。引退後も彼は仕事と出版を続け、最後の論文は死の直前に完成し、死後に出版された。
クリストッフェルは1900年3月15日にストラスブールで亡くなった。彼は一度も結婚したことがなく、残した家族もいなかった。

## 業績
クリストッフェルの業績には、等角写像、ポテンシャル論、不変式の理論、テンソル解析、数理物理学、測地学、衝撃波に関するものがある。クリストッフェル記号やシュワルツ＝クリストッフェル写像は彼にちなんで名づけられたものである。

### 微分幾何学（テンソル解析）
クリストッフェルは主に微分幾何学への独創的な貢献によって知られる。クレレ誌に掲載された、n変数の微分形式に対する等価性問題に関する有名な1869年論文において、彼は後に共変微分と呼ばれる基本的な技法を導入し、それを用いてリーマン＝クリストッフェルのテンソル（リーマン多様体の曲率を表現することに使われる最も一般的な方法）を定義した。同論文において、彼は局所座標系に関するレヴィ＝チヴィタ接続の成分を表現しているクリストッフェル記号 {\displaystyle \Gamma _{kij}} と {\displaystyle \Gamma _{ij}^{k}} を導入した。クリストッフェルのアイディアは、グレゴリオ・リッチ＝クルバストロと彼の学生であるトゥーリオ・レヴィ＝チヴィタによって一般化され大きく発展した。彼らはそれらアイディアをテンソルと絶対微分学の概念に転換させた。後にテンソル解析と呼ばれることになる絶対微分学は、一般相対性理論の数学的基礎を形成することとなった。

### 複素解析（等角写像）
クリストッフェルは複素解析の分野に貢献した。複素解析におけるシュワルツ＝クリストッフェル写像はリーマンの写像定理の最初の非自明で構成的な応用である。シュワルツ＝クリストッフェル写像は楕円関数論や物理学の領域において多くの応用を持つ。楕円関数の分野において、彼はアーベル積分とテータ関数に関する結果も出版した。

### 数値解析
クリストッフェルは積分のためのガウス求積法を一般化した。これに関連したものとして、彼はまたルジャンドル多項式のためのクリストッフェル＝ダルブーの公式を導入し、後に一般化した直交多項式のための式も発表した。

### 数理物理学（ポテンシャル論、光学、衝撃波）
クリストッフェルはまたポテンシャル論と微分方程式の理論においても仕事を行った。しかしながら、これら領域における彼の研究の多くは注目されなかった。彼は衝撃波の理論における先駆的な仕事であることを示す偏微分方程式の解の不連続性の伝搬に関する2つの論文を出版した。彼は物理も学び光学に関する研究を出版した。しかしながら、この分野での彼の貢献は、光エーテルの概念の放棄によって、すぐさま有用性を失った。

## 受賞歴
クリストッフェルは次のいくつかのアカデミーの準会員に選出された。
- 1868年 プロイセン科学アカデミー
- 1868年 Istituto Lombardo
- 1869年 ゲッチンゲン科学アカデミー

クリストッフェルはまたプロイセン王国から彼の活動に対して2つの異なる賞を授与された。
- 1893年 赤鷲勲章（Order of the Red Eagle） 3rd Class with bow (Schleife)
- 1895年 プロイセン王冠勲章（Order of the Crown） 2nd Class

## 代表的論文
- Christoffel, E. B. (1858). “Über die Gaußische Quadratur und eine Verallgemeinerung derselben” (ドイツ語). Journal für die Reine und Angewandte Mathematik 1858 (55):  61–82. doi:10.1515/crll.1858.55.61. ISSN 0075-4102.
- Christoffel, E.B. (1869). “Ueber die Transformation der homogenen Differentialausdrücke zweiten Grades”. Journal für die Reine und Angewandte Mathematik 70 2015年10月6日閲覧。.

## 年表
- 1829年 モンジョワで生まれる。
- 1850年 ベルリン大学に入学する。
- 1851年 ベルンハルト・リーマン、リーマンの写像定理を発表する。
- 1856年 ベルリン大学で博士号を取得する。
- 1862年 チューリッヒ工科大学でリヒャルト・デーデキントの後任として教授職を得る。
- 1867年 等角写像のシュワルツ＝クリストッフェル写像を発表。
- 1868年 プロイセン科学アカデミー、Istituto Lombardoの準会員に選ばれる。
- 1869年 ゲッチンゲン科学アカデミーの準会員に選ばれる。チューリッヒ工科大学教授職を辞して工業専門学校（現在のベルリン工科大学の一部）の教授としてベルリンに戻る。
- 1872年 工業専門学校の教授職を辞してストラスブール大学の教授となる。
- 1900年 ストラスブールで亡くなる。